# رومولية ثلجية
الرومولية الثلجية (باللاتينية: Romulea nivalis) هو أحد أنواع الرومولية من الفصيلة السوسنية.

## الموئل والانتشار
موطنها بلاد الشام.

## مرادفات للاسم العلمي
- (باللاتينية: Romulea bulbocodium var. nivalis (Boiss. & Kotschy) Baker)
- (باللاتينية: Trichonema nivale Boiss. & Kotschy)